# Flein
Flein  est une commune de l'arrondissement de Heilbronn (Landkreis Heilbronn) dans le Land de Bade-Wurtemberg, d'environ 7 000 habitants. En communauté de communes avec Talheim.

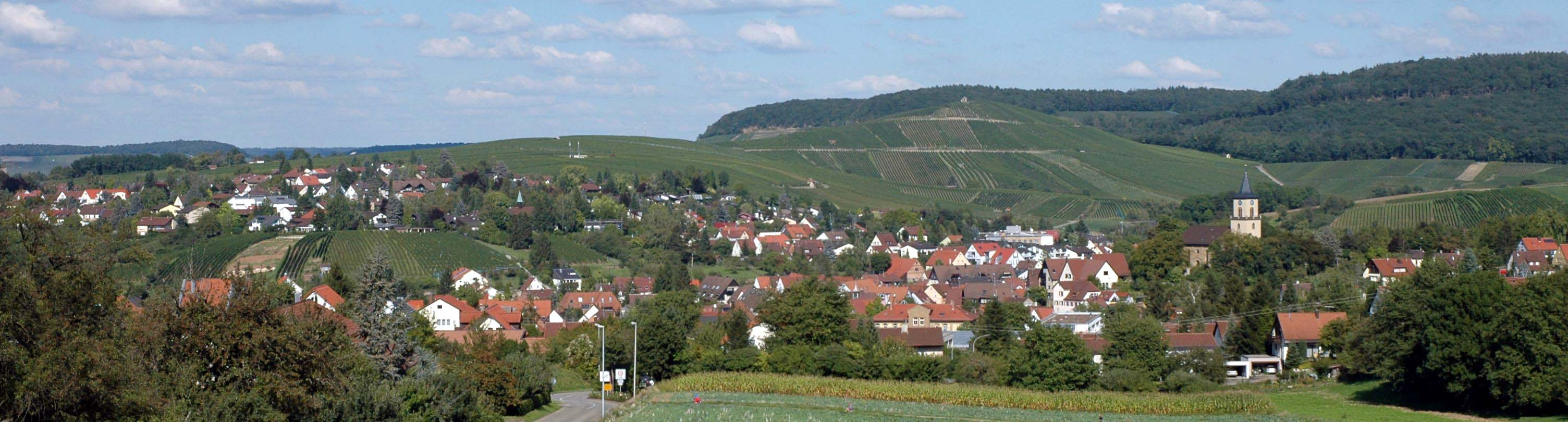
Vue de Flein

## Économie
- Production de vin, du Riesling et du Riesling noir (ou encore Pinot meunier, un type de Pinot noir). Signalée sur la route des vins de Wurtemberg.

## Jumelage
- Onzain (France) depuis 1990